# Onafhankelijk (Boom)
Onafhankelijk (ONA) was een Belgische lokale politieke partij te Boom. 

## Geschiedenis
Deze eenmanspartij rond Danny Schoonderwoert nam deel aan de gemeenteraadsverkiezingen van 2000. Ze overtuigde daarbij 0,95% van de kiezers, onvoldoende voor een zetel in de Boomse gemeenteraad.
In de aanloop naar de verkiezingen weigerde Schoonderwoert het 'Charter voor de democratie' van Hand in Hand Rupelstreek te ondertekenen. Wel gaf hij aan geen samenwerking met het Vlaams Blok te ambiëren.